# Distrito de Zgierz

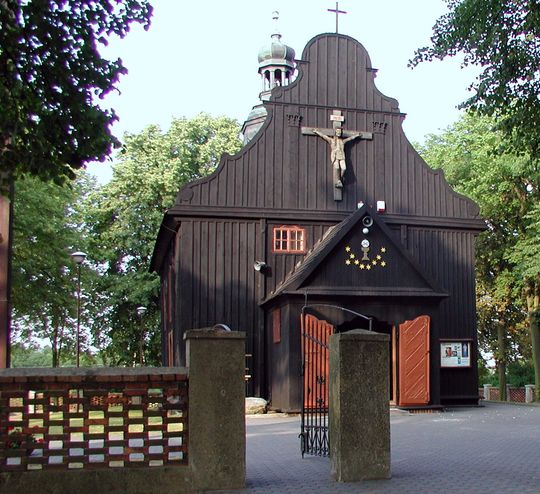
Iglesia dedicada a los santos Pedro y Pablo en Biała, cerca de Zgierz.

El powiat de Zgierz (polaco: powiat zgierski) es una unidad de administración territorial y gobierno local (powiat) en el voivodato de Łódź, en la zona central de Polonia. El mismo se estableció el 1 de enero de 1999, como resultado de reformas a los gobiernos locales de Polonia aprobadas en 1998. Su sede administrativa y ciudad más populosa es la ciudad de Zgierz, que se encuentra a 9 km al noroeste de la ciudad de Łódź que es la capital regional. El powiat contiene otras cuatro poblaciones: Ozorków, a unos 16 km al noroeste de Zgierz, Aleksandrów Łódzki, a unos 9 km al suroeste de Zgierz, Głowno, a unos 24 km al noreste de Zgierz, y Stryków, a unos 15 km al noreste de Zgierz.
El powiat abarca una superficie de 853.71 km². Su población es de 161,012 (datos 2007), la cual se reparte de la siguiente manera: 58,100 habitantes en Zgierz, 20,500 habitantes en Ozorków, 20,500 habitantes en Aleksandrów Łódzki, 15,000 habitantes en Głowno, 3,500 habitantes en Stryków y una población rural de 43,000 habitantes.
Dentro del powiat, en la Gmina Głowno se encuentra el pueblo de Różany.